# Honiganzeiger

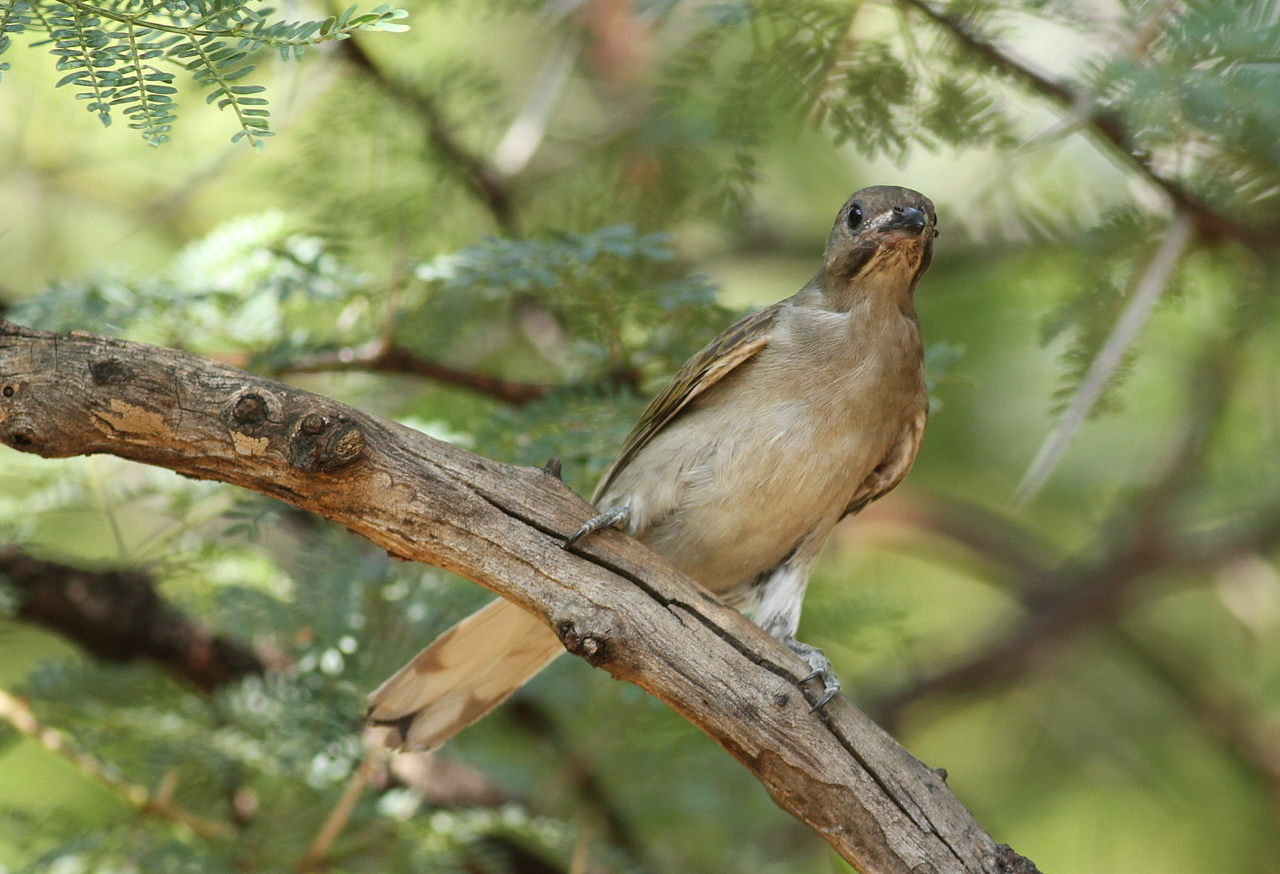
Kleiner Honiganzeiger

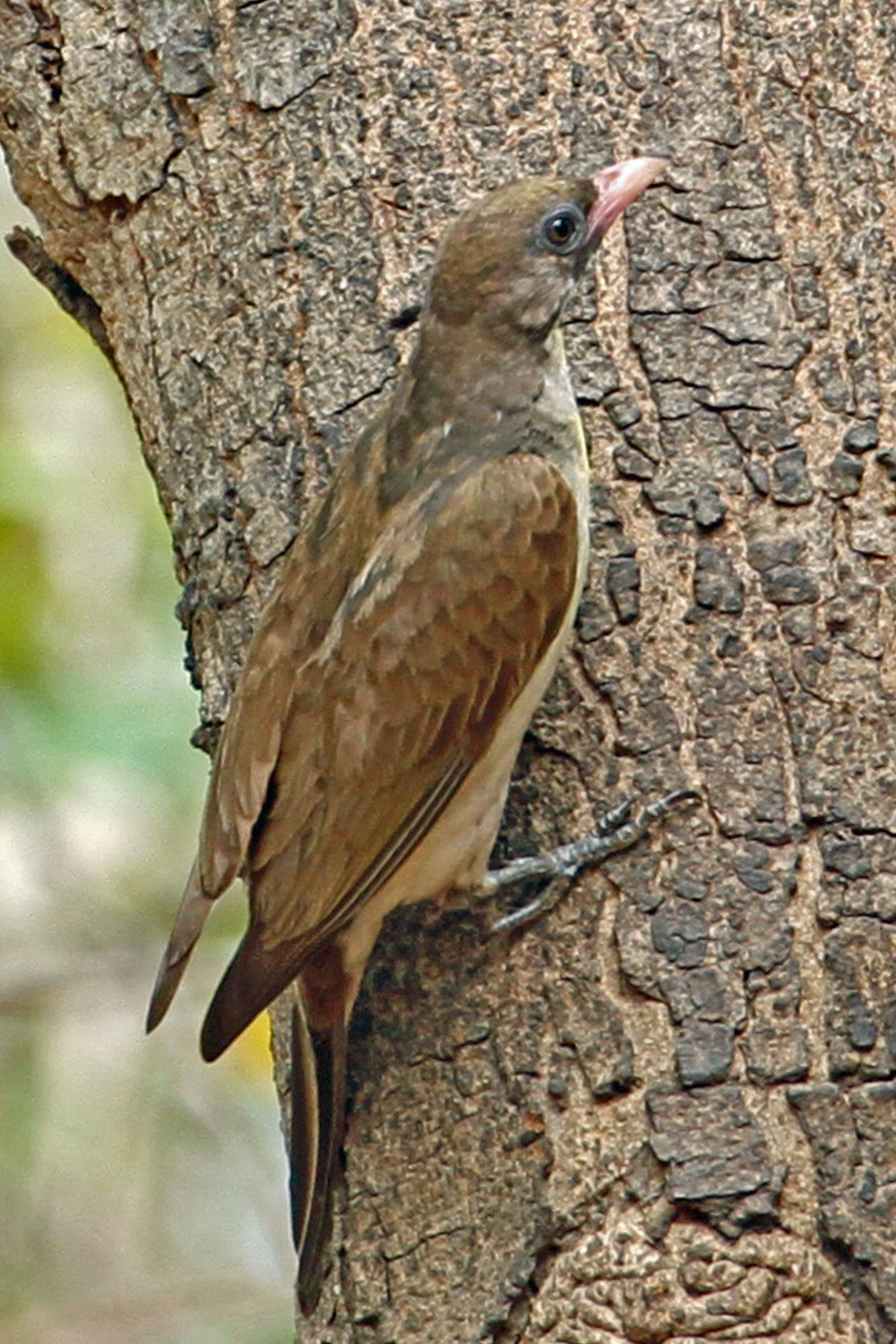
Großer Honiganzeiger

Die Honiganzeiger (Indicatoridae) sind eine Familie in der Ordnung der Spechtvögel (Piciformes).
Zu ihnen rechnet man 17 Vogelarten in vier Gattungen, von denen 15 in Afrika südlich der Sahara beheimatet sind. Der Verbreitungsschwerpunkt ist Westafrika und der Oberlauf des Kongo. Zwei Arten bewohnen den Norden Indiens und Südostasien. Ihr Lebensraum sind Wald- und Buschlandschaften. Honiganzeiger ernähren sich hauptsächlich von Insekten, zu den charakteristischen Merkmalen der Familie gehört jedoch, dass alle auch Bienenwachs fressen.

## Erscheinungsbild und Lebensweise
Honiganzeiger erreichen ausgewachsen eine Körperlänge zwischen 10 und 20 Zentimeter und wiegen zwischen 10 und 55 Gramm. Der Schnabel ist bei den meisten Arten kurz und kräftig. Lediglich bei den drei Prodotiscus-Arten ist er ähnlich wie bei einem Fliegenschnäpper dünn und spitz zulaufend. Das Gefieder ist unauffällig und von bräunlicher, gräulicher oder olivfarbenem Ton.
Alle Arten fressen zusätzlich zu Insekten auch Bienenwachs. Dieses stammt entweder von noch bewohnten oder aufgegebenen Bienennestern oder von den Körpersekreten anderer Insekten. Honiganzeiger sind in der Lage, Bienenwachs zu verdauen, weil in ihrem Darm darauf spezialisierte Bakterien leben. Honig fressen sie dagegen nicht.

## Anzeigen von Honig
Ihren Namen haben diese Vögel aufgrund einer außergewöhnlichen Verhaltensweise, die sowohl beim Kleinen als auch beim Großen Honiganzeiger zu beobachten ist: Auch für den Schuppen-Honiganzeiger (Indicator variegatus) wurde dieses Verhalten beschrieben.
Vertreter dieser Arten ziehen allein oder in kleinen Gruppen umher und lenken die Aufmerksamkeit eines Menschen durch lautes Rufen auf sich. Dann fliegen sie kurze Strecken und warten darauf, dass man ihnen folgt. Hat der Honiganzeiger zu einem Bienennest geleitet, wartet er, bis sein „Partner“ es gefunden und aufgebrochen hat, wozu er selbst nicht in der Lage ist. Anschließend frisst der Honiganzeiger von den verbliebenen Insekten und Wabenresten. Ob der Honiganzeiger außer mit dem Menschen auch mit anderen Tierarten (z. B. dem Honigdachs) kooperiert, ist ebenso ungeklärt wie die Frage, ob alle Arten der Gattung dieses Verhalten zeigen. Der Evolutionsbiologe Josef H. Reichholf argumentiert aber für den Dachs als Vorläufer. Über das Verhalten vieler Arten der Honiganzeiger ist nur wenig bekannt.
Der Mutualismus zwischen Mensch und Großem Honiganzeiger ist besonders gut für Kenia dokumentiert, wo Angehörige der Borana und der Hadzabe Honig finden, indem sie dem Großen Honiganzeiger folgen. Die Honigjäger haben einen besonderen Pfiff entwickelt, um Große Honiganzeiger heranzulocken. Vernimmt ein Großer Honiganzeiger diesen und kennt den Standort eines Nestes, nähert er sich dem Menschen und zeigt ein auffällig unruhiges Flugverhalten, bei dem er ein durchdringendes tirr-tirr von sich gibt.  Sowohl Mensch als auch der Große Honiganzeiger profitieren von der Zusammenarbeit. Honigsammelnde Borana benötigen ohne Unterstützung durch den Großen Honiganzeiger durchschnittlich neun Stunden, um ein Bienennest zu finden. Mit der Unterstützung des Vogels sinkt die Zeit auf durchschnittlich drei Stunden. In 96 % der untersuchten Fälle war das Bienennest für den Großen Honiganzeiger ohne Unterstützung des Menschen nicht zugänglich – beispielsweise, weil es sich in einem Astloch befand, das erst mit Werkzeugen aufgebrochen werden musste.

## Brutparasitismus
Bei elf Arten des Honiganzeigers ist das Brutverhalten genauer untersucht und alle diese elf Arten betreiben Brutparasitismus, ähnlich dem in Europa beheimateten Kuckuck. Ein Weibchen legt jährlich etwa 20 Eier jeweils einzeln in die Nester von Höhlenbrütern. Parasitiert werden unter anderem höhlenbrütende Spechte, Bienenfresser, Baumhopfe, Glanzstare und Eisvögel. Lediglich die Prodotiscus-Arten nutzen auch Wirtsvögel wie Fliegenschnäpper, Schwirle und Brillenvögel, die offene Nester bauen.
Die Weibchen der brutschmarotzenden Honiganzeiger legen ein Ei pro Wirtsnest. Häufig pickt das Weibchen zuvor die Eier an oder entfernt ein oder mehrere Eier aus dem Gelege des Wirtsvogels. Die Eier sind weiß, ähnlich wie die der höhlenbrütenden Wirtsvögel. N. B. Davies vermutet, dass dies weniger eine Anpassung an die Wirtsvögel, sondern vielmehr ein Indiz dafür ist, dass die Honiganzeiger ursprünglich ebenfalls Höhlenbrüter waren.
Nach dem Schlüpfen tötet der junge Honiganzeiger – zu diesem Zeitpunkt noch nackt und blind – die anderen Nestbewohner mit seinem hakenförmigen Eizahn. Er verlässt nach etwa vier Wochen das Nest.
Mittlerweile konnte das Vorgehen der frisch geschlüpften Honiganzeiger durch entsprechende Infrarotfilm-Aufnahmen zweifelsfrei bestätigt werden.

## Gattungen und Arten
- Gattung: Eigentliche Honiganzeiger (Indicator)
  - Art: Malaien-Honiganzeiger (Indicator archipelagicus)
  - Art: Dickschnabel-Honiganzeiger (Indicator conirostris)
  - Art: Barthoniganzeiger oder Zwerghoniganzeiger (Indicator exilis)
  - Art: Großer Honiganzeiger oder Schwarzkehl-Honiganzeiger (Indicator indicator)
  - Art: Tropfenbrust-Honiganzeiger (Indicator maculatus)
  - Art: Tavetahoniganzeiger (Indicator meliphilus)
  - Art: Kleiner Honiganzeiger oder Nasenstreif-Honiganzeiger (Indicator minor)
  - Art: Kurzschnabel-Honiganzeiger (Indicator pumilio)
  - Art: Strichelstirn-Honiganzeiger oder Schuppen-Honiganzeiger (Indicator variegatus)
  - Art: Guineahoniganzeiger (Indicator willcocksi)
  - Art: Gelbbürzel-Honiganzeiger oder Goldbürzel-Honiganzeiger (Indicator xanthonotus)
- Gattung: Melichneutes
  - Art:  Leierschwanz-Honiganzeiger (Melichneutes robustus)
- Gattung:  Zenker-Honiganzeiger (Melignomon)
  - Art: Eisentraut-Honiganzeiger oder Gelbfuß-Honiganzeiger (Melignomon eisentrauti)
  - Art: Zenker-Honiganzeiger (Melignomon zenkeri)
- Gattung: Prodotiscus
  - Art: Liliputlaubpicker (Prodotiscus insignis)
  - Art: Wahlberg-Laubpicker (Prodotiscus regulus)
  - Art: Graubauch-Laubpicker (Prodotiscus zambesiae)